# Ариетиды
Ариетиды (от лат. Aries — Овен) — один из наиболее сильных радио- (или дневных) метеорных потоков. Период действия длится с 22 мая по 2 июля; максимум приходится на вечер 7 июня. Зенитное часовое число метеоров (ZHR) достигает 60 штук. Они влетают в земную атмосферу со скоростью 39 км/с. Источником потока одни астрономы называют астероид (1566) Икар, другие считают, что поток связан с кометой 96P/Махгольца. Последние исследования связывают ариетиды с кометой P/1996 J6 (SOHO) из группы Марсдена, которая может быть осколком кометы 96P/Махгольца.
Радиант Ариетид находится в созвездии Овна по координатам α = 44°, δ = +24°. В период активности потока Солнце находится близко к радианту (примерно на 30° западнее). Поэтому наблюдения Ариетид невооружённым глазом очень сложны. Однако имеются данные о том, что отдельные метеоры всё-таки удаётся наблюдать невооружённым глазом или с помощью бинокля: по утрам, примерно за час до восхода Солнца. Для Москвы это время примерно с 3:00 до 4:00 утра.
Открыли этот поток на английской обсерватории Джодрелл-Бэнк летом 1947 года в ходе радионаблюдений. Ариетиды (вместе с ζ-Персеидами) относятся к лучшим потокам для наблюдений в радиодиапазоне. Максимумы этих двух потоков перекрываются по времени.